# Punta del Rous
La punta del Rous (2.568 m s.l.m.) è una montagna delle Alpi di Lanzo e dell'Alta Moriana nelle Alpi Graie. Si trova in Piemonte nelle Valli di Lanzo, al limite tra i comuni di Groscavallo (a nord) e Ala di Stura (a sud).

## Descrizione
La montagna si trova sulla cresta spartiacque che separa la Val d'Ala dalla Valgrande. Il colle di Trione (2.498 m) la separa verso ovest dalla cima Leitosa (2.866 m), mentre verso est il crinale prosegue con la punta Croset (2.469 m). Il versante meridionale si presenta per buona parte erboso mentre quello settentrionale è decisamente più impervio e a tratti strapiombante. Sul punto culminante sorge un piccolo ometto di pietrame; poco ad ovest della punta principale si trova una anticima quotata 2.560 m.

## Storia
La sera del 12 ottobre 1944 sul versante meridionale della montagna, a causa della nebbia e dell'oscurità, si schiantò un Consolidated B-24 Liberator con un equipaggio di otto aviatori. Una targa di ottone collocata a circa 2500 metri di quota ricorda l'accaduto.

## Accesso alla vetta
La via normale di salita percorre cresta occidentale della montagna a partire dal colle di Trione. L'avvicinamento parte in genere dalla frazione Molera di Balme, raggiungibile in auto, e seguendo poi il tracciato della GtA fino al colle.
L'itinerario è complessivamente valutato di una difficoltà escursionistica EE.

## Cartografia
- Cartografia ufficiale italiana dell'Istituto Geografico Militare (IGM) in scala 1:25.000 e 1:100.000, consultabile on line
- Istituto Geografico Centrale - Carta dei sentieri e dei rifugi scala 1:50.000 n. 2 Valli di Lanzo e Moncenisio
- Istituto Geografico Centrale - Carta dei sentieri e dei rifugi scala 1:25.000 n.110 Alte Valli di Lanzo (Rocciamelone - Uja di Ciamarella - Le Levanne)